# باغانیس آیروم
باغانیس آیروم (به لاتین: Bağanis Ayrum) یک منطقه مسکونی در ارمنستان/جمهوری آذربایجان است که در استان تاووش/شهرستان قزاق واقع شده است. این ناحیه هم‌اکنون تحت کنترل ارمنستان است. آیروم به آیروملوها که در نزدیکی این ناحیه زندگی می‌کردند اشاره دارد.

## تاریخچه
در ۶ مارس ۱۹۹۰، در طول جنگ قره‌باغ، این روستا مورد حمله ارتش ارمنی‌ها قرار گرفت و ۱۱ نفر از افراد محلی کشته شدند. در نهایت این روستا پس از چند ماه به تصرف کامل ارمنستان درآمد.